# 탁재훈
탁재훈(본명: 배성우, 1968년 7월 24일 ~ )은 대한민국의 가수, 배우, 방송인, MC이다.

## 학력
- 서울은평초등학교 (졸업)
- 연서중학교 (졸업)
- 충암고등학교 (졸업)
- 국민대학교 예술대학 연극영화학과 (중퇴)

## 생애
1995년에 솔로 가수로 데뷔하여 활동했으나, 인기를 끌지 못했다. 그 탓에 생계에 곤란을 겪었으며, 솔로 가수 데뷔 전에 경찰청 사람들에서 단역으로 출연하여 범죄자(도둑) 역할을 했다.
그렇게 살고 있던 도중 이상민을 만나게 되었으며 이상민은 신정환을 소개시켜 주면서 2인조 음악 그룹인 컨츄리 꼬꼬를 결성하려 했으나, 탁재훈은 컨츄리 꼬꼬의 컨셉이 너무 가벼워서 거절했다. 하지만 신정환이 이상민보다 더욱 악착같이 달려들어 꼭 결성해 달라고 부탁했으며 계약금과는 별개로 탁재훈이 진 카드빚을 신정환이 대신 갚는다는 조건으로 결국 컨츄리 꼬꼬를 결성하는 데 성공했다.
이후 약 5년간 컨츄리 꼬꼬가 엄청난 인기를 끌었으며 이에 따라 탁재훈도 스타덤에 올랐다. 이로 인해 탁재훈은 김수미의 추천을 받아 영화계에 진출하여 가문의 영광 시리즈(가문의 위기, 가문의 부활, 가문의 수난)에 계속 출연했다.

## 출연 작품

### 방송 예능
- KBS 2TV - 《가족오락관》
- KBS 2TV - 《TV는 사랑을 싣고》
- KBS 2TV - 《해피선데이 - 불후의 명곡》
- KBS 2TV - 《상상플러스》(2004년 ~ 2010년)
- KBS 2TV - 《해피선데이 - 꼬꼬관광 싱글❤️싱글》
- MBC - 《일요일 일요일 밤에 - mr.요리왕, 대망, 퀴즈프린스, 오빠밴드, 단비, 뜨거운 형제들, 승부의 신》
- KBS 2TV - 《천하무적 야구단》(2010년)
- KBS 2TV - 《김승우의 승승장구》(2011년 ~ 2013년)
- Mnet - 《비틀즈 코드 2》
- E채널 - 《특별기자회견》
- 채널 A - 《분노왕》
- JTBC - 《상상연애대전》
- KBS 2TV - 《달빛 프린스》
- 채널A - 《오늘부터 대학생》
- MBC - 《황금어장 라디오스타》
- MBC - 《마이 리틀 텔레비전》
- JTBC - 《냉장고를 부탁해》
- SBS - 《셀프 디스 코믹 클럽》
- JTBC - 《비정상회담》
- SBS - 《판타스틱 듀오》
- MBC - 《꽃미남 브로맨스》
- SBS - 《드라이브 클럽》
- 올'리브 - 《8시에 만나》
- MBC EVERY1 - 《스타쇼 360》
- JTBC - 《걸스피릿》
- JTBC - 《슈퍼맨을 만나다》
- tvN - 《SNL 코리아 8》
- tvN - 《내게 남은 48시간》
- tvN - 《인생술집》
- 네이버 캐스트 - 《3차 가는길》
- 스카이 드라마 - 《주크버스》
- MBC - 《오빠생각》
- Mnet - 《음악의 신2》
- Mnet - 《프로젝트 S: 악마의 재능기부》
- KBS 2TV - 《1%의 우정》
- MBN - 《최고의 한방》
- SBS - 《미운 우리 새끼》 반 고정
- JTBC - 《아는 형님》 - 게스트
- MBC - 《놀면 뭐하니?》 - 게스트
- SBS - 《집사부일체》 - 사부
- tvN - 《우도주막》 - 고정출연
- SBS - 《신발 벗고 돌싱포맨》- 고정출연
- IHQ - 《트렌드 놀이터 엠집》- 고정출연
- MBN - 《쇼킹 나이트》
- SBS - 《먹찌빠》- 게스트
- ENA - 《하입보이스카웃》 - 고정출연
- 유튜브 - 《노빠꾸 탁재훈》- 진행
- SBS - 《마이턴》- 고정출연
- TV CHOSUN - 《과몰입클럽 내멋대로》 - 고정출연

### 영화
- 1994년 영화 《혼자뜨는 달》 ... 자갈치 역
- 2002년 영화 《좋은 사람 있으면 소개시켜 줘》 ... 효진의 선배 역 (우정출연)
- 2004년 영화 《누구나 비밀은 있다》 ... 상일 역
- 2005년 영화 《가문의 영광 2 - 가문의 위기》 ... 장석재 역
- 2006년 영화 《맨발의 기봉이》 ... 여창 역
- 2006년 영화 《연애, 그 참을 수 없는 가벼움》 ... 준용 역 (우정출연)
- 2006년 영화 《가문의 영광 3 - 가문의 부활》 ... 장석재 역
- 2006년 영화 《강철선생》 ... 강철 역
- 2006년 영화 《김관장 대 김관장 대 김관장》 ... K1 김 관장 역
- 2007년 영화 《내 생애 최악의 남자》 ... 성태 역
- 2008년 영화 《어린왕자》 ... 한종철 역
- 2008년 영화 《당신이 잠든 사이에》 ... 철진 역
- 2011년 영화 《가문의 영광 4 - 가문의 수난》 ... 장석재 역
- 2018년 영화 《배반의 장미》 ... 201호 남 역 (특별출연)
- 2023년 영화 《가문의 영광:리턴즈》 ... 장석재 역

### 드라마
| 연도   | 방송 | 제목                             | 역할                  | 비고        |
| ------ | ---- | -------------------------------- | --------------------- | ----------- |
| 1993년 | MBC  | 경찰청 사람들 - 이 코트 제꺼예요 | 윤동호                | 단역        |
| 2004년 | MBC  | 천생연분                         |                       | 카메오 출연 |
| 2009년 | SBS  | 시티홀                           | 닥터탁                | 특별출연    |
| 2009년 | KBS2 | 공주가 돌아왔다                  | 나봉희                | 주연        |
| 2012년 | SBS  | 도롱뇽도사와 그림자 조작단       | 승훈                  | 특별출연    |
| 2012년 | KBS2 | 넝쿨째 굴러온 당신               | 동대문 옷가게 상인    | 특별출연    |
| 2016년 | tvN  | 막돼먹은 영애씨 15               | 피라미드회사 홍보요원 | 특별출연    |
| 2020년 | SBS  | 편의점 샛별이                    | 웹툰 PD               | 특별출연    |
| 2021년 | OCN  | 다크홀                           | 배사장                | 특별출연    |
| 2023년 | tvN  | 성스러운 아이돌                  | 선우실                | 조연        |

### 기타
- 2020년 디지틀조선TV 《조은주의 人間美》 - 게스트

## 가수 활동
1990년 언더그라운드 라이브 클럽에서 록 음악 가수로 첫 데뷔를 한 그는 1995년에 1집 《내가 선택한 길》을 정식 발매했고 1997년에 2집 《Rebirth》를 발매했으나 결과가 좋지 않았다. 탁재훈은 훗날 예능 프로그램에 출연하여 솔로 앨범을 낸 것을 후회했다고 밝히기도 했다. 2004년 12월에 에스파파(S.papa)라는 신비주의 컨셉으로 1집 《Rebeginning Story》를 발매했다. 앨범은 인기를 끌었고, 자신이 탁재훈이라는 정체를 계속 숨기고서 음반 홍보를 했으나 곧 연예 기사들을 통해 탁재훈 본인임이 밝혀지고 말았다. 이와는 별개로 그는 2006년에 자신이 조연으로 출연한 영화 《맨발의 기봉이 OST》앨범에 보컬로서 참여하기도 했다.

### 그룹 컨츄리 꼬꼬 활동
솔로 2집을 낸 후 이상민의 소개로 만난 신정환과 함께 그룹 컨츄리 꼬꼬를 결성했다. 1998년에 데뷔앨범 《컨츄리 꼬꼬》를 발매하여 타이틀 곡 <오! 해피>로 활동했고, 1999년에 발매한 2집 《Color Of Chameleon》앨범에 수록되어 있는 〈일심〉, 〈Gimme! Gimme!〉로 큰 인기를 누렸다. 2000년에 3집 《컨츄리꼬꼬 03》앨범을 내고, 타이틀 곡 〈오! 가니〉곡을 히트시켰다. 2001년에 4집 《High Society》를 발매하여 타이틀 곡 <어이해>라는 곡을 히트시켰다. 2002년에 5집 《딱! 내 스타일이에요》앨범에 수록되어 있는 〈콩가〉란 곡을 히트시켰다. 2003년에 그룹 컨츄리 꼬꼬는 신정환이 소속사를 바꾸면서 사실상 해체되었으며, 탁재훈과 신정환 두 사람의 불미스러운 일 탓인지 대한민국 방송법과 방송통신심의위원회에서는 KBS·EBS·MBC 등에서 방송되는 컨츄리 꼬꼬의 노래 삽입이 전면 금지되었다.
한편 탁재훈은 2018년 4월 18일부터 KBS·EBS 출연정지 명단에서 해제되었다.

## 사건
- 1989년 KBS 공채 탤런트 13기에 응시했지만 탈락했다.[3]
- 2003년 2월 27일에는 술을 마신 채 승용차를 운전한 혐의(도로교통법 위반) 때문에 서울용산경찰서로부터 불구속 입건[4]되어 100일간 운전면허가 정지됐다.[5]
- 2009년 가을 경 서울 강남의 한 룸살롱에서 연예인 해외 원정 도박을 수사 중인 경찰관을 접대하여 수사 무마 또는 수사 정보 유출 등의 청탁과 함께 2000~3000만 원을 건넨 의혹을 받고 있다.[6] 하지만 탁재훈 측은 그 당시에 연예대상 수상 등 활동에 분주한 나날을 보냈고, 수사 리스트에 이름이 올라와 있지 않다는 점 등을 들어 허위사실을 보도를 한 매체에 법적으로 강력하게 대응하겠다는 입장이다.[7]
- 2013년 11월, 탁재훈은 휴대전화로 사설 인터넷 도박 사이트에서 해외 스포츠 경기 결과를 예상하고 돈을 거는 소위 "맞대기 도박"을 한 혐의로 검찰의 조사를 받았으며, 이 도박건에 앞서 2009년 도박건까지 포함해 두 건의 도박 스캔들로 인해 한동안 자숙 기간을 보냈다.[8]
- 2016년 3월 말, ’음악의 신 2’로 복귀했으며, 기자간담회에서 소감인터뷰를 발표했다. 이에 대해 그는 원래 복귀 계획이 없었다고 밝히면서 "동료들이 재미가 없어 복귀하게 되었다"라며 웃음을 자아낸 바 있다.[9][10]

## 광고
- 2006년 백설군만두
- 2006년 영진약품 큐텐
- 2006년 매일유업 소화가잘되는우유
- 2006년 G마켓
- 2006년 ~ 2008년 나스카 탁재훈맞고, 탁재훈오목
- 2007년 목우촌 또래오래
- 2007년 리드코프
- 2008년 ~ 2009년 던필드 크로커다일
- 2008년 교원L&C 웰스 정수기
- 2010년 오뚜기 진라면
- 2011년 그린코스메틱 3J화장품
- 2016년 소낭구
- 2016년 몬스터투자클럽
- 2019년 ~ 올박스 하라구 0.01
- 2020년 고려주조 원탁막걸리

## 홍보대사
- 1999년 자녀안심하고 학교보내기 운동 국민재단 연예인 봉사단원
- 2000년 유네스코 명예홍보대사
- 2002년 국민대학교 명예 홍보대사
- 2002년 조흥은행 본점 일일명예지점장
- 2002년 한나라당 직능특위 예술인 홍보단원
- 2002넌 한마음 자원봉사단 회원
- 2003년 대한축구협회 서울 프로팀 창단 촉구위원
- 2004년 FC서울 홍보대사
- 2004년 기아자동차 스포티지 스타 시승단원
- 2005년 호주 홍보대사
- 2005년 PSV 아인트호벤 명예홍보대사
- 2005년 한국백혈병소아암협회 홍보대사
- 2008년 레미콘 홍보대사
- 2009년 MetLife생명 - 유니세프 기부보험 캠페인 홍보사절
- 2009년 ~ 완도군 광어, 전복 명예면장
- 2010년 스포츠조선 명예축구해설위원
- 2010년 베터월드 명예이사
- 2010년 2010 세계대백제전 백제문화사절
- 2011년 스바루코리아 아웃백 홍보대사

## 수상 및 후보
| 연도   | 시상식              | 수상 부문                     | 작품                                       | 결과 |
| ------ | ------------------- | ----------------------------- | ------------------------------------------ | ---- |
| 2004년 | MBC 방송연예대상    | 베스트 드레서상               | 전파견문록                                 | 수상 |
| 2004년 | MBC 방송연예대상    | 쇼·버라이어티부문 남자 우수상 | 전파견문록                                 | 후보 |
| 2005년 | 제26회 청룡영화상   | 신인남우상                    | 가문의 위기                                | 후보 |
| 2005년 | KBS 연예대상        | 쇼·오락부문 남자 최우수상     | 상상플러스                                 | 수상 |
| 2005년 | KBS 연예대상        | 대상                          | 상상플러스                                 | 후보 |
| 2006년 | 제42회 백상예술대상 | TV부문 남자 예능상            | 상상플러스                                 | 후보 |
| 2006년 | 제43회 대종상       | 신인남우상                    | 가문의 위기                                | 후보 |
| 2006년 | KBS 연예대상        | 쇼·오락부문 남자 최우수상     | 상상플러스                                 | 후보 |
| 2007년 | KBS 연예대상        | 대상                          | 상상플러스 불후의 명곡                     | 수상 |
| 2019년 | SBS 연예대상        | 베스트 커플상 (with 이상민)   | 미운 우리 새끼                             | 수상 |
| 2020년 | SBS 연예대상        | 신스틸러상                    | 미운 우리 새끼                             | 수상 |
| 2020년 | MBC 방송연예대상    | 뮤직·토크쇼부문 남자 우수상   | 트로트의 민족                              | 후보 |
| 2021년 | SBS 연예대상        | 올해의 예능인상               | 미운 우리 새끼 신발 벗고 돌싱포맨 티키타카 | 수상 |
| 2021년 | SBS 연예대상        | 마상(마음의 상처상)           | 미운 우리 새끼 신발 벗고 돌싱포맨 티키타카 | 수상 |
| 2021년 | SBS 연예대상        | 리얼리티부문 최우수상         | 미운 우리 새끼 신발 벗고 돌싱포맨 티키타카 | 수상 |
| 2021년 | SBS 연예대상        | 대상 (미운 우리 새끼 팀)      | 미운 우리 새끼                             | 수상 |
| 2022년 | SBS 연예대상        | 프로듀서상                    | 미운 우리 새끼 신발 벗고 돌싱포맨          | 수상 |
| 2023년 | SBS 연예대상        | 골든 솔로상                   | 신발 벗고 돌싱포맨                         | 수상 |
| 2023년 | SBS 연예대상        | 대상                          | 미운 우리 새끼 신발 벗고 돌싱포맨          | 수상 |
| 2024년 | 제60회 백상예술대상 | TV부문 남자 예능상            | 노빠꾸탁재훈 신발 벗고 돌싱포맨            | 후보 |

## 같이 보기
- 컨츄리 꼬꼬
- 유재석
- 신정환
- 이휘재
- 강호동
- 박명수
- 정준하
- 김구라
- 신현준
- 김원희
- 김수미
- 신이
- 공형진
- 김종국
- 이상민
- 김지현
- 임원희
- 김준호
- 김희철